# Familie Brătianu
De Brătianu familie is een Roemeense familie die in het verleden een aantal belangrijke politici voortbracht. De familie stamt uit de landadel van Pitești, Walachije. 
Politici uit de familie Brătianu waren actief binnen de Nationaal-Liberale Partij (Partidul Național Liberal, PNL).

## Prominente leden uit de familie Brătianu
- Ion Constantin Brătianu (1821-1891), broer van D.C. Brătianu. Premier van Roemenië
- Dimitrie C. Brătianu (1818-1892), broer van I.C. Brătianu. Premier van Roemenië
- Ion I. Constantin Brătianu (1864-1927), zoon van I.C. Brătianu. Premier van Roemenië
- Vintilă Brătianu (1867-1930), zoon van I.C. Brătianu. Premier van Roemenië
- Constantin I.C. Brătianu (1866-1951), zoon van I.C. Brătianu. Voorzitter van de PNL. Historicus
- Gheorghe I. Brătianu (1898-1953), voorzitter van de Nationaal-Liberale Partij - Gheorghe I. Brătianu

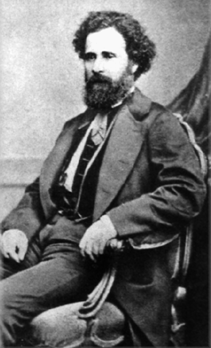
Ion C. Brătianu
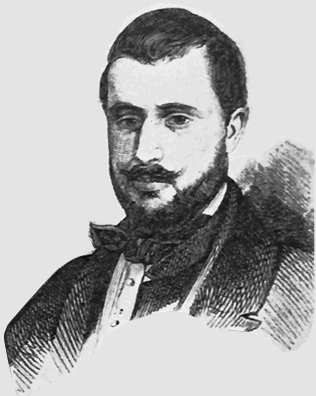
Dimitrie Brătianu
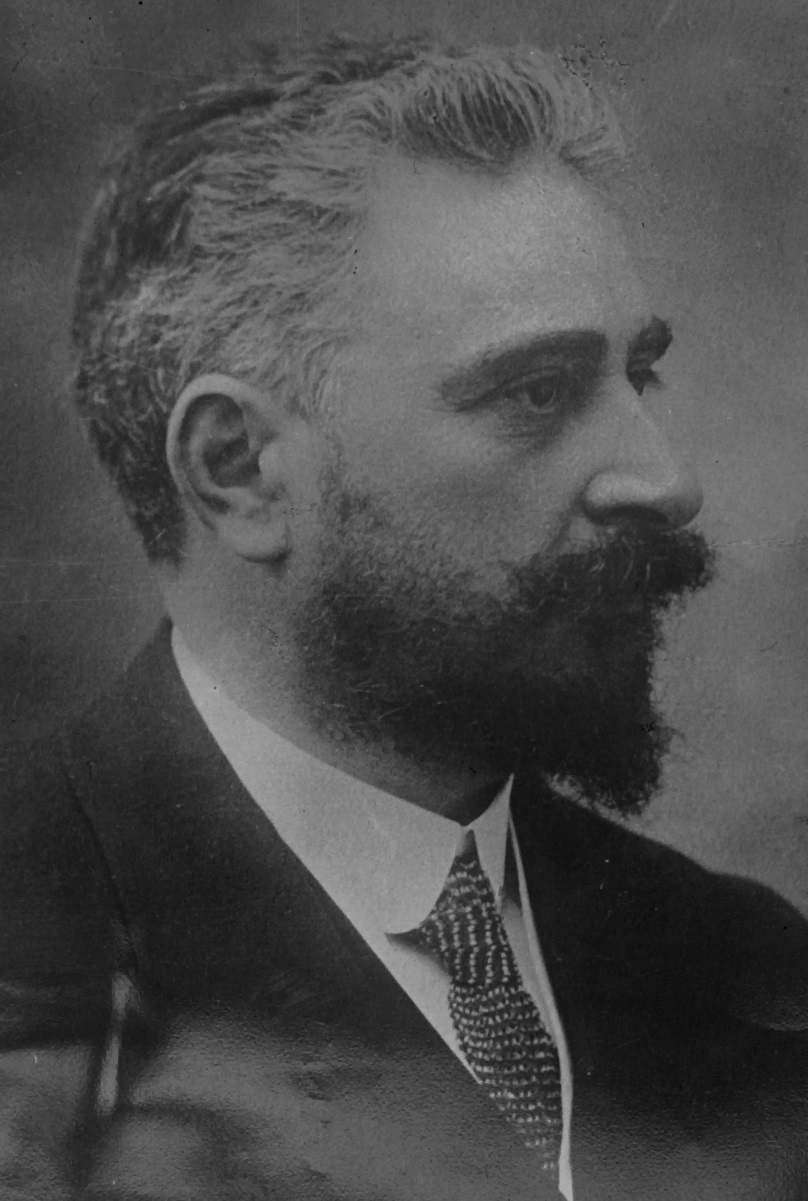
Ion I. Constantin Brătianu
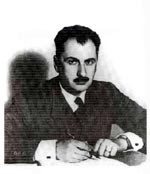
Gheorghe I. Brătianu